# Donja Šušnjara
Donja Šušnjara est un village de la municipalité de Štefanje (Comitat de Bjelovar-Bilogora) en Croatie. Au recensement de 2001, le village comptait 169 habitants.